# High Wych
High Wych – wieś w Anglii, w hrabstwie Hertfordshire, w dystrykcie East Hertfordshire. Leży 14 km na wschód od miasta Hertford i 38 km na północny wschód od centrum Londynu. Miejscowość liczy 443 mieszkańców.